# Benagal, Piriyapatna
Benagal là một làng thuộc tehsil Piriyapatna, huyện Mysore, bang Karnataka, Ấn Độ.